# Girls (Beenie Man)
Girls (in italiano: Ragazze) è il primo singolo del cantante reggae Beenie Man estratto dall'album Undisputed pubblicato nel 2006. La canzone, prodotta da Tony "CD" Kelly, vede la collaborazione del cantante R&B statunitense Akon.

## Informazioni
Beenie Man introduce la canzone e rappa e canta tutte le strofe, mentre Akon canta (come al solito) il ritornello e conclude il brano.
Girls è entrata nelle charts di paesi come Nuova Zelanda, Portogallo e Regno Unito, ma non negli USA. Qui si è invece classificato il secondo singolo Hmm Hmm.

## Videoclip
Il videoclip è stato diretto da Little X e vede Akon e Beenie Man eseguire il brano mentre si fanno continuamente fotografare con delle belle e prosperose ragazze. Prima che fosse pubblicato verso inizio giugno 2006, quello stesso giorno un "Dietro le quinte" del video era già disponibile.

## Classifica
| Chart (2006)  | Posizione massima |
| ------------- | ----------------- |
| Regno Unito   | 47                |
| Nuova Zelanda | 38                |
| Portogallo    | 23                |